# Alles-sur-Dordogne
Alles-sur-Dordogne est une commune française située dans le département de la Dordogne, en région Nouvelle-Aquitaine.

## Géographie

### Généralités
Alles-sur-Dordogne est une commune rurale de la moitié sud du département de la Dordogne, située dans le Périgord noir. Elle est enserrée dans un méandre de la Dordogne — le cingle de Limeuil — qui la contourne de l'est au sud-ouest en passant par le nord. Le territoire communal, en rive gauche de la Dordogne, inclut au nord-ouest l'île de la Yerle.
Alles-sur-Dordogne n'a pas de bourg, les principaux lieux officiels de la commune s'égrenant du nord au sud le long de la route départementale (RD) 51E : le cimetière, l'ancienne gare ferroviaire d'Alles, la mairie et l'école, et enfin l'église Saint-Étienne à côté du monument aux morts. La mairie est située, en distances orthodromiques, huit kilomètres au sud-ouest du Bugue et onze kilomètres à l'est-nord-est de Lalinde.
Également desservi par la RD 2, le territoire communal est traversé par la ligne ferroviaire Bergerac-Le Buisson dont la gare la plus proche est celle du Buisson, à cinq kilomètres de la mairie par la route.

### Communes limitrophes
Alles-sur-Dordogne est limitrophe de cinq autres communes.
| Paunat   |                       | Limeuil        |
| Trémolat | Alles-sur-Dordogne    | Saint-Chamassy |
|          | Le Buisson-de-Cadouin |                |

### Géologie et relief

#### Géologie
Situé sur la plaque nord du Bassin aquitain et bordé à son extrémité nord-est par une frange du Massif central, le département de la Dordogne présente une grande diversité géologique. Les terrains sont disposés en profondeur en strates régulières, témoins d'une sédimentation sur cette ancienne plate-forme marine. Le département peut ainsi être découpé sur le plan géologique en quatre gradins différenciés selon leur âge géologique. Alles-sur-Dordogne est située dans le troisième gradin à partir du nord-est, un plateau formé de calcaires hétérogènes du Crétacé.
Les couches affleurantes sur le territoire communal sont constituées de formations superficielles du Quaternaire et de roches sédimentaires datant pour certaines du Cénozoïque, et pour d'autres du Mésozoïque. La formation la plus ancienne, notée c5c, date du Campanien 3, une alternance de marnes à glauconie et de calcaires crayo-marneux jaunâtres. La formation la plus récente, notée CFp, fait partie des formations superficielles de type colluvions indifférenciées de versant, de vallon et plateaux issues d'alluvions, molasses, altérites indifférenciées. Le descriptif de ces couches est détaillé dans  la feuille « no 807 - Le Bugue » de la carte géologique au 1/50 000 de la France métropolitaine, et sa notice associée.

Carte géologique d'Alles-sur-Dordogne.

#### Relief et paysages
Le département de la Dordogne se présente comme un vaste plateau incliné du nord-est (491 m, à la forêt de Vieillecour dans le Nontronnais, à Saint-Pierre-de-Frugie) au sud-ouest (2 m à Lamothe-Montravel). L'altitude minimale de la commune est de 41 m au sud-ouest, là où la Dordogne quitte le territoire communal et sert de limite entre Trémolat et Le Buisson-de-Cadouin. Son altitude maximale, 198 m,, se situe au sud, en limite du Buisson-de-Cadouin.
Dans le cadre de la Convention européenne du paysage entrée en vigueur en France le 1er juillet 2006, renforcée par la loi du 8 août 2016 pour la reconquête de la biodiversité, de la nature et des paysages, un atlas des paysages de la Dordogne a été élaboré sous maîtrise d’ouvrage de l’État et publié en octobre 2020. Les paysages du département s'organisent en huit unités paysagères et 14 sous-unités. La commune fait partie du Périgord noir, un paysage vallonné et forestier, qui ne s’ouvre que ponctuellement autour de vallées-couloirs et d’une multitude de clairières de toutes tailles. Il s'étend du nord de la Vézère au sud de la Dordogne (en amont de Lalinde) et est riche d’un patrimoine exceptionnel.
La superficie cadastrale de la commune publiée par l'Insee, qui sert de référence dans toutes les statistiques, est de 9,41 km2,,. La superficie géographique, issue de la BD Topo, composante du Référentiel à grande échelle produit par l'IGN, est quant à elle de 9,49 km2.

### Hydrographie

#### Réseau hydrographique
La commune est située dans le bassin de la Dordogne au sein du Bassin Adour-Garonne. Elle est drainée par la Dordogne et un petit cours d'eau qui constitue un réseau hydrographique de 10,5 km de longueur totale,.
La Dordogne, d'une longueur totale de 483,1 km, prend naissance sur les flancs du puy de Sancy (1 885 m), dans la chaîne des monts Dore, traverse six départements dont la Dordogne dans sa partie sud, et conflue avec la Garonne à Bayon-sur-Gironde, pour former l'estuaire de la Gironde,. Le territoire communal étant enserré dans un méandre : le « cingle » de Limeuil, la Dordogne borde la commune sur huit kilomètres et demi, de l'est au sud-ouest en passant par le nord, face à Saint-Chamassy, Limeuil et Trémolat.

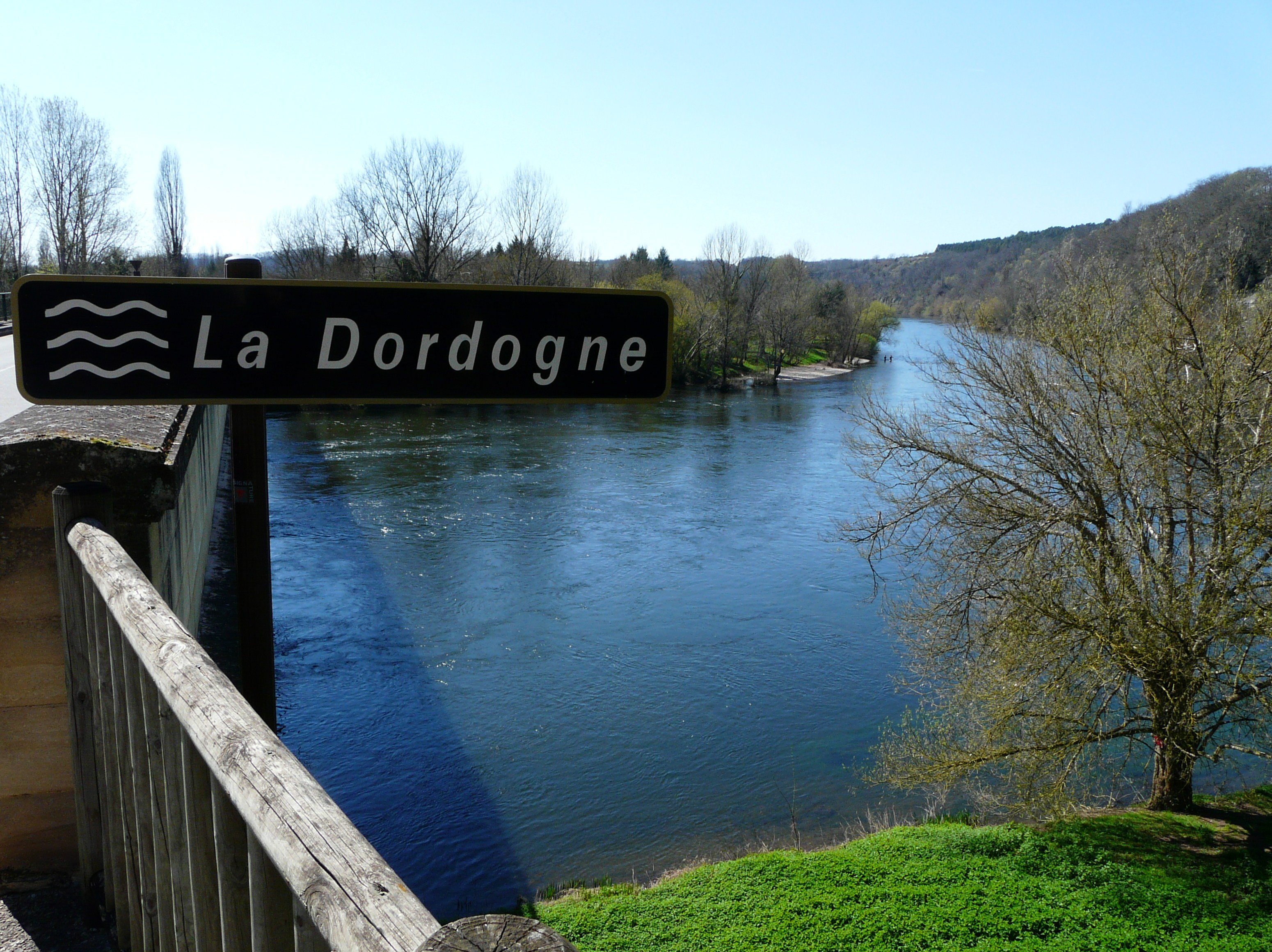
La Dordogne entre Limeuil (à droite) et Alles-sur-Dordogne en rive opposée.
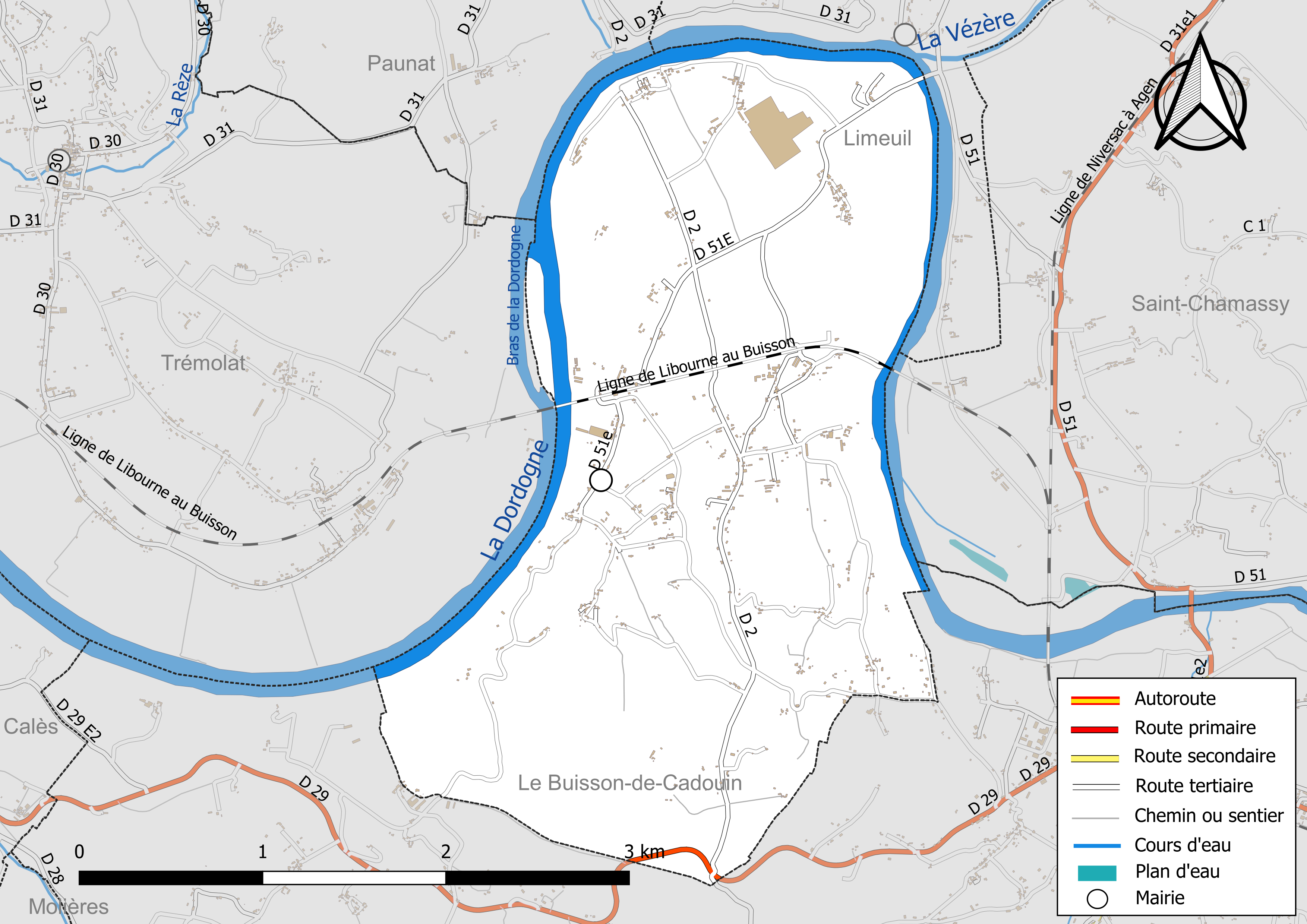
Réseaux hydrographique et routier d'Alles-sur-Dordogne.
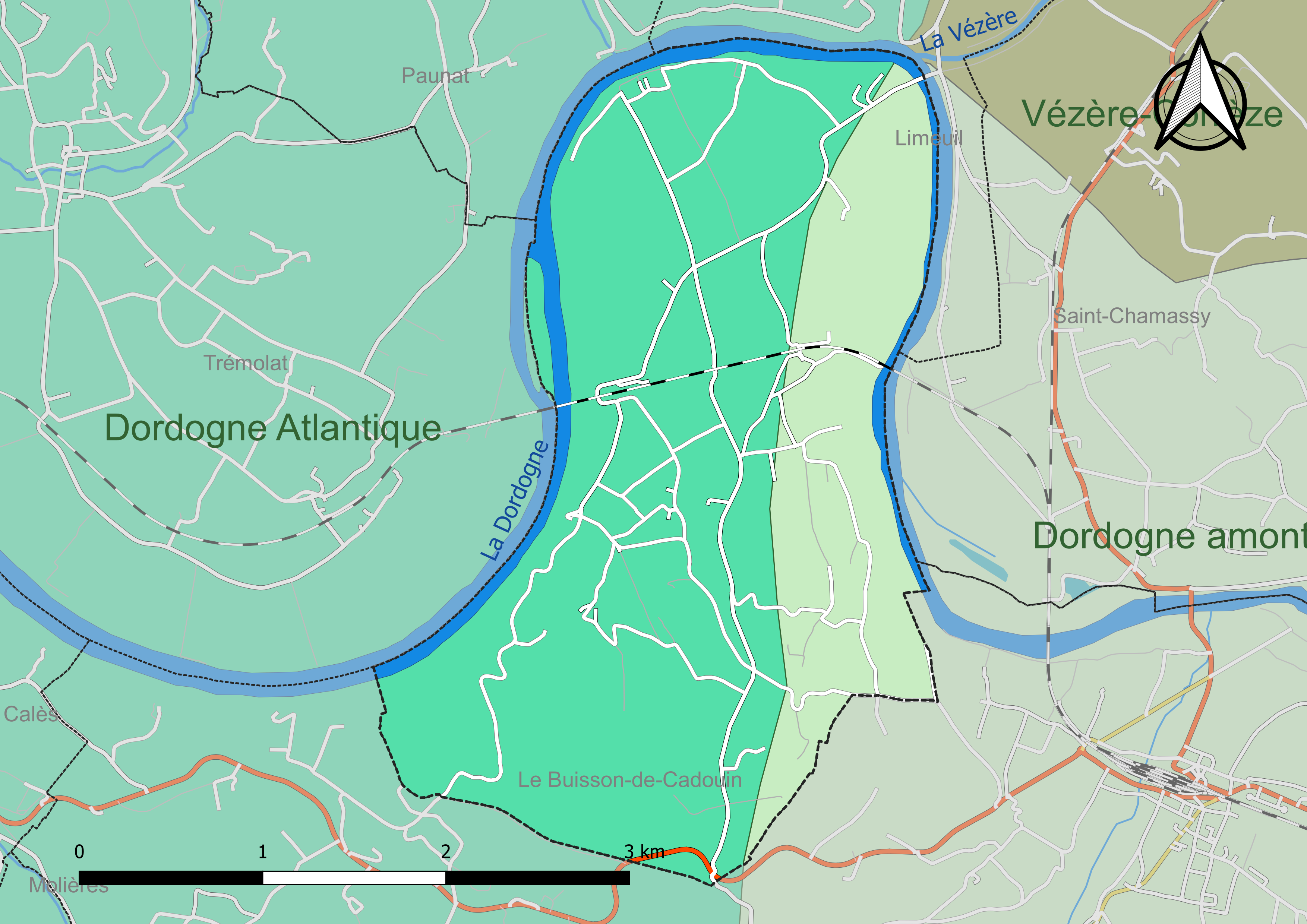
Carte des schémas d'aménagement et de gestion des eaux (SAGE) couvrant le territoire communal d'Alles-sur-Dordogne.

#### Gestion et qualité des eaux
Le territoire communal est couvert par les schémas d'aménagement et de gestion des eaux (SAGE) « Dordogne amont » et « Dordogne Atlantique ». Le SAGE « Dordogne amont », dont le territoire s'étend des sources de la Dordogne jusqu'à la confluence de la Vézère à Limeuil, d'une superficie de 9 700 km2 est en cours d'élaboration. La structure porteuse de l'élaboration et de la mise en œuvre est l'établissement public territorial de bassin de la Dordogne (EPIDOR). Le SAGE « Dordogne Atlantique », dont le territoire correspond au sous‐bassin le plus aval du bassin versant de la Dordogne (aval de la confluence Dordogne - Vézère)., d'une superficie de 2 700 km2 est en cours d'élaboration. La structure porteuse de l'élaboration et de la mise en œuvre est  également EPIDOR. Ils définissent chacun sur leur territoire les objectifs généraux d’utilisation, de mise en valeur et de protection quantitative et qualitative des ressources en eau superficielle et souterraine, en respect des objectifs de qualité définis dans le troisième SDAGE  du Bassin Adour-Garonne qui couvre la période 2022-2027, approuvé le 10 mars 2022.
À l'est, environ 30 % du territoire communal dépend du SAGE Dordogne amont. La zone restante est rattachée au SAGE Dordogne Atlantique.
La qualité des eaux de baignade et des cours d’eau peut être consultée sur un site dédié géré par les agences de l’eau et l’Agence française pour la biodiversité.

### Climat
Pour des articles plus généraux, voir Climat de la Nouvelle-Aquitaine et Climat de la Dordogne.
Historiquement, la commune est exposée à un climat océanique aquitain.  
En 2020, Météo-France publie une typologie des climats de la France métropolitaine dans laquelle la commune est exposée à un climat océanique altéré et est dans la région climatique Aquitaine, Gascogne, caractérisée par une pluviométrie abondante au printemps, modérée en automne, un faible ensoleillement au printemps, un été chaud (19,5 °C), des vents faibles, des brouillards fréquents en automne et en hiver et des orages fréquents en été (15 à 20 jours).
Pour la période 1971-2000, la température annuelle moyenne est de 12,4 °C, avec  une amplitude thermique annuelle de 15 °C. Le cumul annuel moyen de précipitations est de 876 mm, avec 12,1 jours de précipitations en janvier et 7 jours en juillet. Pour la période 1991-2020, la température moyenne annuelle observée sur la station météorologique la plus proche, située sur la commune de Pays de Belvès à 14 km à vol d'oiseau, est de 13,0 °C et le cumul annuel moyen de précipitations est de 888,2 mm,. Pour l'avenir, les paramètres climatiques de la commune estimés pour 2050 selon différents scénarios sont consultables sur un site dédié publié par Météo-France en novembre 2022.

### Milieux naturels et biodiversité

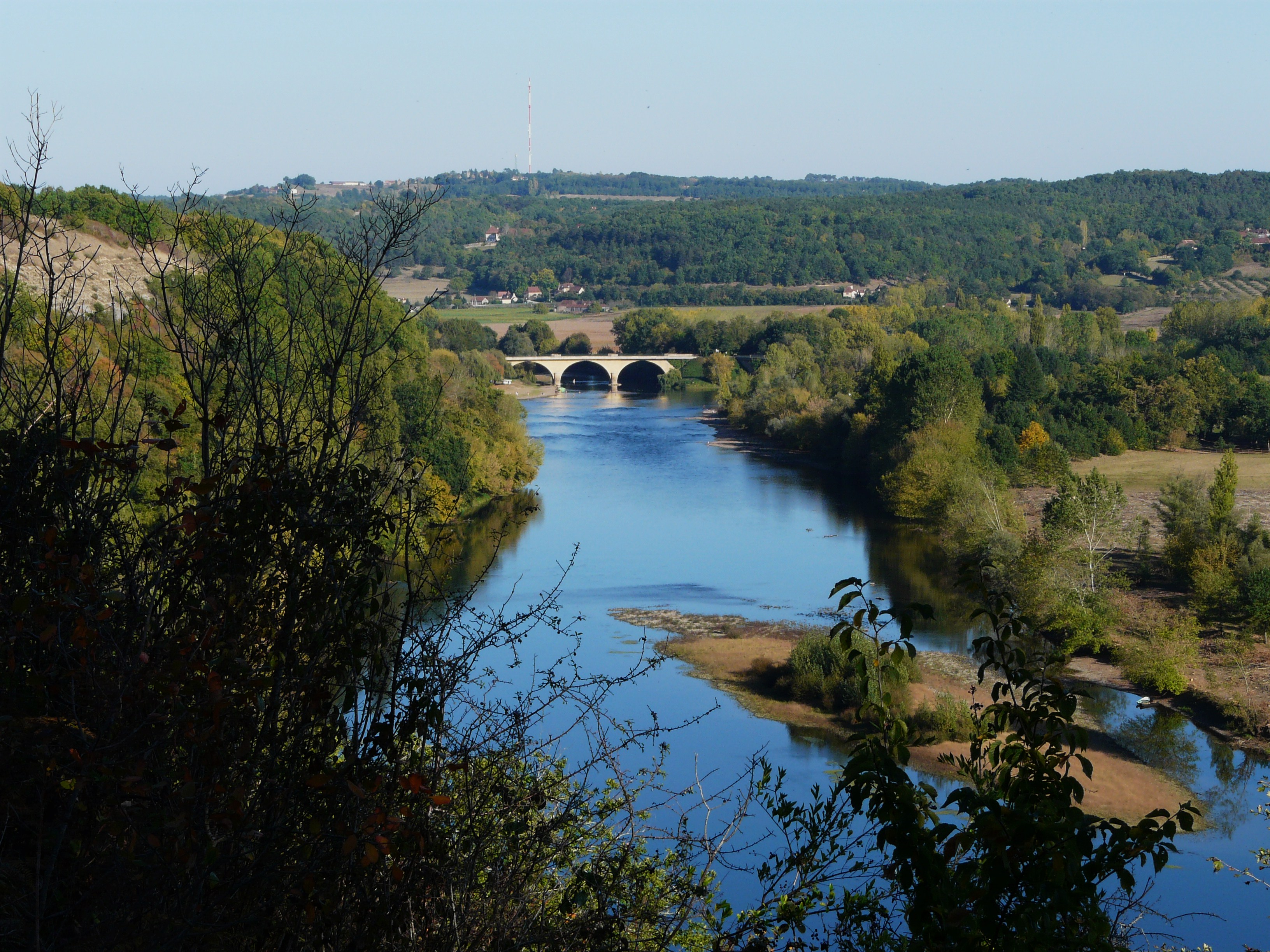
La Dordogne entre Limeuil à gauche et Alles-sur-Dordogne à droite. Au fond, le pont sur la Vézère juste avant sa confluence avec la Dordogne.

#### Espaces protégés
La protection réglementaire est le mode d’intervention le plus fort pour préserver des espaces naturels remarquables et leur biodiversité associée.
D'après l'Inventaire national du patrimoine naturel (INPN), sept aires protégées concernent le territoire communal.

#### Réserve de biosphère
La commune fait partie du bassin de la Dordogne, un territoire d'une superficie de 24 000 km2 reconnu réserve de biosphère par l'UNESCO en juillet 2012 et fait partie à la fois de sa « zone centrale » (la Dordogne elle-même), de sa « zone tampon » (sa plaine alluviale) et sa « zone de transition », c'est-à-dire le reste de son bassin versant.

#### Natura 2000
La Dordogne est un site du réseau Natura 2000 limité aux départements de la Dordogne et de la Gironde, et qui concerne les 103 communes riveraines de la Dordogne, dont Alles-sur-Dordogne,. Seize espèces animales et une espèce végétale inscrites à l'annexe II de la directive 92/43/CEE de l'Union européenne y ont été répertoriées.

#### ZNIEFF
Deux zones naturelles d'intérêt écologique, faunistique et floristique (ZNIEFF) ont été définies sur la commune.
Alles-sur-Dordogne fait partie des 102 communes concernées par la ZNIEFF de type 2 « La Dordogne »,, dans laquelle ont été répertoriées huit espèces animales déterminantes et cinquante-sept espèces végétales déterminantes, ainsi que quarante-trois autres espèces animales et trente-neuf autres espèces végétales.
Une autre ZNIEFF de type 2, la « forêt de la Bessède »,, concerne le sud de la commune. Une espèce végétale déterminante y a été répertoriée, ainsi que vingt espèces animales (non déterminantes) et 99 autres espèces végétales.

#### Protection du biotope
Comme l'ensemble des communes du département de la Dordogne baignées par la Dordogne, Alles-sur-Dordogne est soumis à un arrêté préfectoral de protection de biotope de 1991 destiné à favoriser la migration et le frai de plusieurs espèces de poissons.

## Urbanisme

### Typologie
Au 1er janvier 2024, Alles-sur-Dordogne est catégorisée commune rurale à habitat dispersé, selon la nouvelle grille communale de densité à 7 niveaux définie par l'Insee en 2022.
Elle est située hors unité urbaine et hors attraction des villes,.

### Occupation des sols
L'occupation des sols de la commune, telle qu'elle ressort de la base de données européenne d’occupation biophysique des sols Corine Land Cover (CLC), est marquée par l'importance des territoires agricoles (64,5 % en 2018), une proportion sensiblement équivalente à celle de 1990 (64,4 %). La répartition détaillée en 2018 est la suivante : 
zones agricoles hétérogènes (38,2 %), terres arables (25,9 %), forêts (25,2 %), eaux continentales (10,3 %), prairies (0,4 %). L'évolution de l’occupation des sols de la commune et de ses infrastructures peut être observée sur les différentes représentations cartographiques du territoire : la carte de Cassini (XVIIIe siècle), la carte d'état-major (1820-1866) et les cartes ou photos aériennes de l'IGN pour la période actuelle (1950 à aujourd'hui).

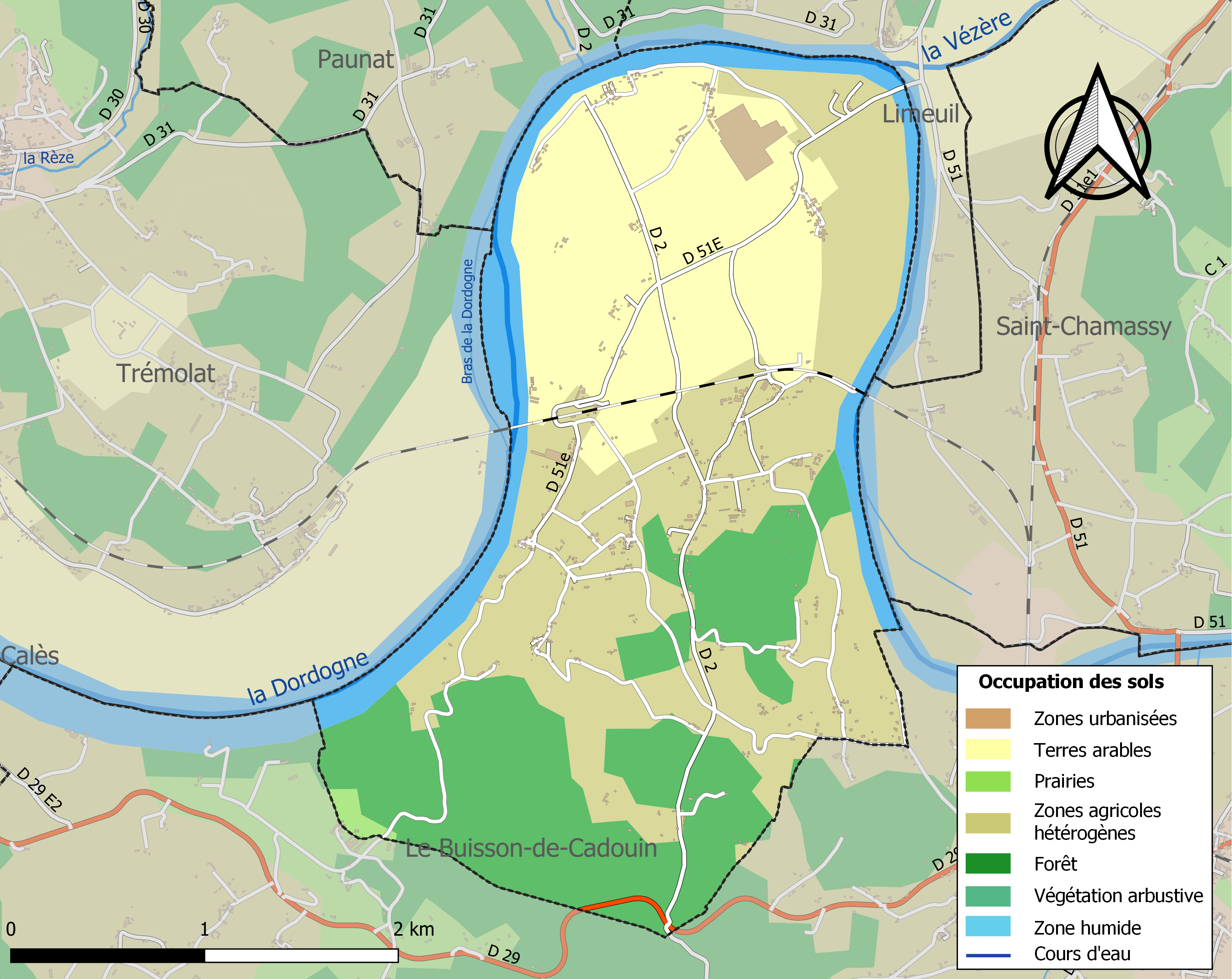
Carte des infrastructures et de l'occupation des sols de la commune en 2018 (CLC).

### Villages, hameaux et lieux-dits
Alles-sur-Dordogne n'a pas de bourg proprement dit ; son territoire se compose de villages ou hameaux, ainsi que de lieux-dits :
- Basse Grèze
- la Bernaudie
- Bois de Perry
- la Borie Neuve
- les Chambeaux
- Combe
- Combe de Ferrand
- Ferrand
- Fonbeney
- Fontanelle
- le Fournier
- le Gers
- les Gipoux
- la Haute Yerle
- Île de la Yerle
- la Jarte
- la Joncaille
- Laborie
- les Landes
- Lasfont
- Lescurade
- Leyrat
- Maison Neuve
- les Marchés
- la Millial
- Montagné
- Petit Bout
- les Peyrières
- la Plagne
- le Port de Limeuil
- Prés du Gers
- Reilhac
- le Rouquet
- les Salveyries
- Sors
- Au Taillis
- Touvent
- le Treilhac
- la Yerle.

### Prévention des risques
Le territoire de la commune d'Alles-sur-Dordogne est vulnérable à différents aléas naturels : météorologiques (tempête, orage, neige, grand froid, canicule ou sécheresse), inondations, feux de forêts, mouvements de terrains et séisme (sismicité très faible). Il est également exposé à un risque technologique, la rupture d'un barrage. Un site publié par le BRGM permet d'évaluer simplement et rapidement les risques d'un bien localisé soit par son adresse soit par le numéro de sa parcelle.

#### Risques naturels
Certaines parties du territoire communal sont susceptibles d’être affectées par le risque d’inondation par débordement de cours d'eau, notamment la Dordogne. La commune a été reconnue en état de catastrophe naturelle au titre des dommages causés par les inondations et coulées de boue survenues en 1982, 1993 et 1999,. Le risque inondation est pris en compte dans l'aménagement du territoire de la commune par le biais du plan de prévention des risques inondation (PPRI) de la « Dordogne Centre », couvrant 20 communes et approuvé le 23 décembre 2008, pour les crues de la Dordogne,.
Alles-sur-Dordogne est exposée au risque de feu de forêt. L’arrêté préfectoral du 14 mars 2013 fixe les conditions de pratique des incinérations et de brûlage dans un objectif de réduire le risque de départs d’incendie. À ce titre, des périodes sont déterminées : interdiction totale du 15 février au 15 mai et du 15 juin au 15 octobre, utilisation réglementée du 16 mai au 14 juin et du 16 octobre au 14 février. En septembre 2020, un plan inter-départemental de protection des forêts contre les incendies (PidPFCI) a été adopté pour la période 2019-2029,.

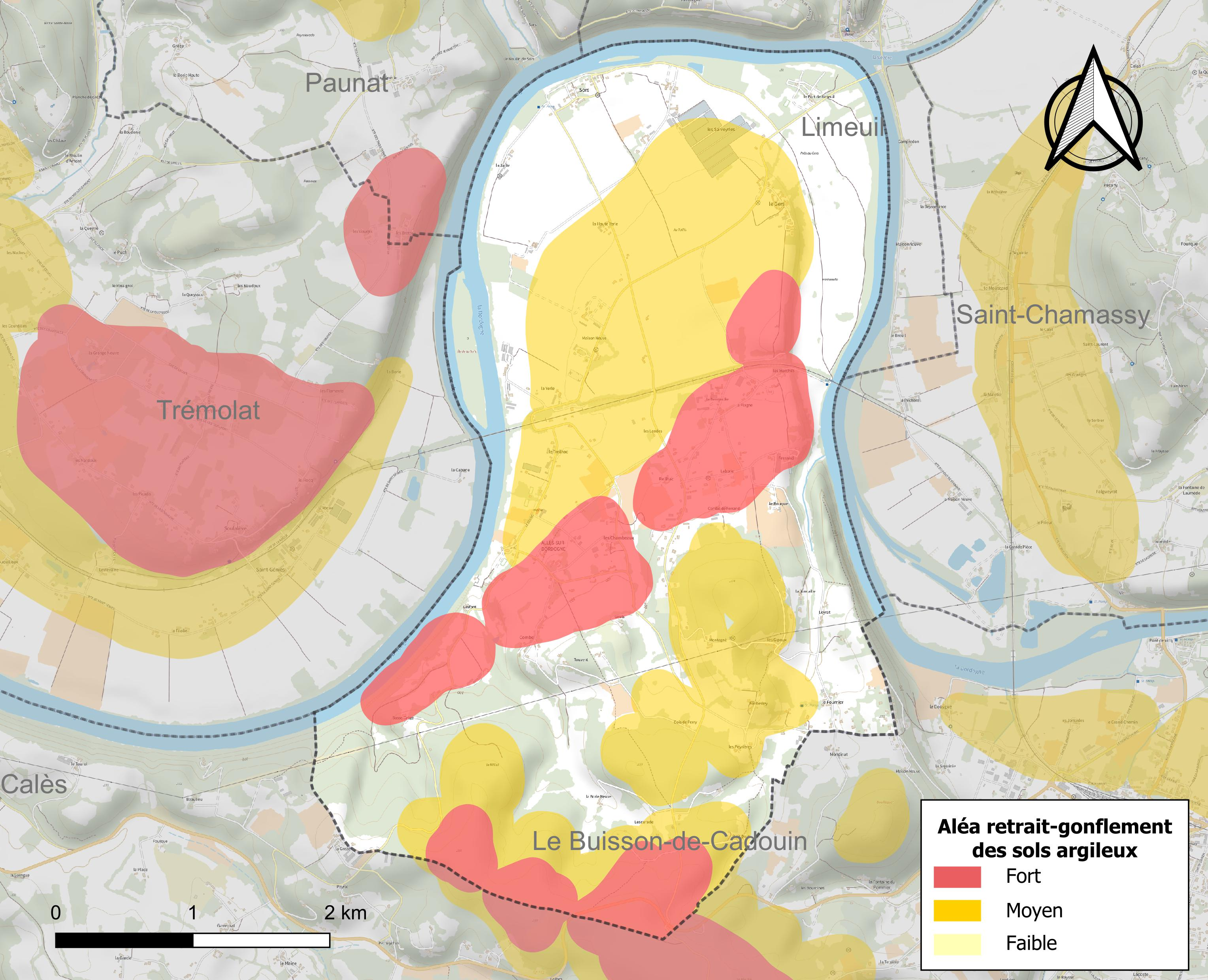
Carte des zones d'aléa retrait-gonflement des sols argileux d'Alles-sur-Dordogne.

Les mouvements de terrains susceptibles de se produire sur la commune sont des tassements différentiels. Le retrait-gonflement des sols argileux est susceptible d'engendrer des dommages importants aux bâtiments en cas d’alternance de périodes de sécheresse et de pluie. 54,3 % de la superficie communale est en aléa moyen ou fort (58,6 % au niveau départemental et 48,5 % au niveau national métropolitain). Depuis le 1er octobre 2020, en application de la loi ÉLAN, différentes contraintes s'imposent aux vendeurs, maîtres d'ouvrages ou constructeurs de biens situés dans une zone classée en aléa moyen ou fort,.
La commune a été reconnue en état de catastrophe naturelle au titre des dommages causés par la sécheresse en 1989, 2005 et 2011 et par des mouvements de terrain en 1999.

#### Risque technologique
La commune est en outre située en aval des barrages de Monceaux la Virolle et de Bort-les-Orgues, deux ouvrages de classe A situés dans le département de la Corrèze et faisant l'objet d'un PPI depuis 2009. À ce titre elle est susceptible d’être touchée par l’onde de submersion consécutive à la rupture d'un de ces ouvrages.

## Toponymie
Les premières mentions écrites connues du lieu apparaissent au XIIIe siècle sous deux formes, Allas et Alas qui vont se transformer en Alles (noté sur la carte de Cassini représentant la France entre 1756 et 1789) et Ales (Alès est relevé en 1864), le nom définitif d'Alles-sur-Dordogne faisant son apparition en 1933.
Le nom de la localité est signalé sous une forme  occitane Alàs dès 1218, sous la forme Alcos, ou Altos en 1297 et 1333. Le sens de ce toponyme se comprend sous la forme Alani qui ramène au peuple des Alains, envahisseurs de la Gaule au début du Ve siècle. La seconde partie du nom s'explique par la situation particulière de la commune, dont plus de la moitié du territoire est enserré dans un méandre de la Dordogne.
En occitan, la commune porte le nom d'Àlans,.

## Histoire
Le territoire communal a été occupé au Paléolithique et au Néolithique.
Ancienne paroisse, la commune d'Alles a été créée dans les premières années de la Révolution française. Elle ne prend le nom actuel qu'en 1933, par décret du 26 avril.

## Politique et administration

### Rattachements administratifs et électoraux
Dès 1790, la commune d'Alles-sur-Dordogne est rattachée au canton de Cadouin qui dépend du district de Belvès jusqu'en 1795, date de suppression des districts. En 1801, le canton est rattaché à l'arrondissement de Bergerac. En 1974, le canton change de nom et devient le canton du Buisson-de-Cadouin.
Dans le cadre de la réforme de 2014 définie par le décret du 21 février 2014, ce canton disparaît aux élections départementales de mars 2015. La commune est alors rattachée au canton de Lalinde, lui aussi dépendant de l'arrondissement de Bergerac.
Pour les élections législatives, la commune fait partie de la deuxième circonscription de la Dordogne.

### Intercommunalité
Début 2002, Alles-sur-Dordogne intègre dès sa création la communauté de communes de Cadouin. Celle-ci est dissoute au 31 décembre 2012 et remplacée au 1er janvier 2013 par la communauté de communes des Bastides Dordogne-Périgord.

### Administration municipale
La population de la commune étant comprise entre 100 et 499 habitants au recensement de 2017, onze conseillers municipaux ont été élus en 2020,.

### Liste des maires

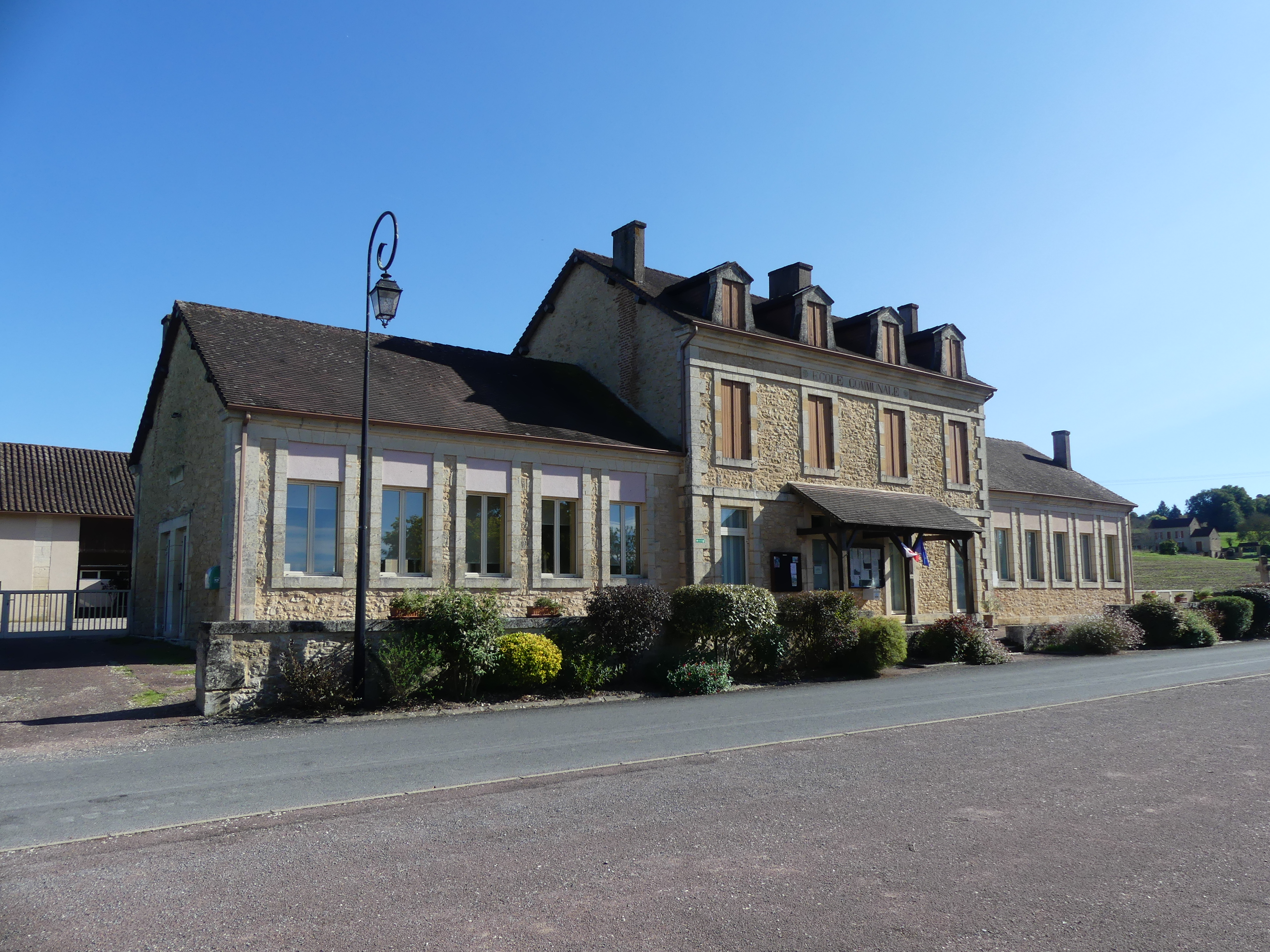
La mairie en 2024.

| Période                                  | Période       | Identité                               | Étiquette           | Qualité                                                        |
| ---------------------------------------- | ------------- | -------------------------------------- | ------------------- | -------------------------------------------------------------- |
| Les données manquantes sont à compléter. |               |                                        |                     |                                                                |
| 1799 (an VIII)                           |               | Deltheil                               |                     |                                                                |
| an IX                                    | an XI         | Chabannes                              |                     |                                                                |
| 1802 (an XI)                             | 1812          | Bonfils                                |                     |                                                                |
| 1812                                     | 1815          | Delteil-Ducluzeau (ou Cluzeau-Delteil) |                     |                                                                |
| septembre 1815                           | novembre 1815 | Dautressol-Lafirolie                   |                     |                                                                |
| novembre 1815                            | août 1816     | Lafargue                               |                     |                                                                |
| août 1816                                | 1835          | Jean Ribes                             |                     |                                                                |
| 1835                                     | 1843          | Deltheil-Cluzeau                       |                     |                                                                |
| 1844                                     | 1848          | Lavergne-Durocq                        |                     |                                                                |
| 1848                                     | 1858          | Jean Faure                             |                     |                                                                |
| 1858                                     | 1871          | Pierre Faure                           |                     |                                                                |
| février 1871                             | juin 1871     | Jean Roque                             |                     |                                                                |
| 1871                                     | 1875          | Pierre Faure                           |                     |                                                                |
| 1875                                     | 1888          | Jean-Louis Melon                       |                     |                                                                |
| 1888                                     | 1896          | de Lacaze-Duthiers                     |                     |                                                                |
| 1896                                     | 1900          | de La Batut                            |                     |                                                                |
| 1900                                     | 1902          | Jean Besse                             |                     |                                                                |
| 1902                                     | 1925          | Jean Melon                             |                     | Docteur                                                        |
| 1925                                     | 1944          | Louis Bertounesque                     |                     |                                                                |
| 1944                                     |               | Victor Marty                           |                     |                                                                |
| 1945                                     | 1945          | Alfred Bouyssou                        |                     |                                                                |
| 1945                                     | 1953          | Gaston Segala                          |                     |                                                                |
| 1953                                     | 1963 ou après | Marcel Marty                           |                     |                                                                |
|                                          |               |                                        |                     |                                                                |
| 1971                                     | mars 2014     | Johannès Huard                         | SE puis DVG puis PS | Conseiller général du canton du Buisson-de-Cadouin (2011-2015) |
| mars 2014                                | octobre 2022  | Michel Calès                           |                     | Artisan dans le bâtiment                                       |
| octobre 2022                             | décembre 2022 | Sylvie Roque                           |                     | Première adjointe faisant fonctions de maire                   |
| décembre 2022                            | En cours      | Sylvie Roque                           |                     |                                                                |

## Équipements et services publics

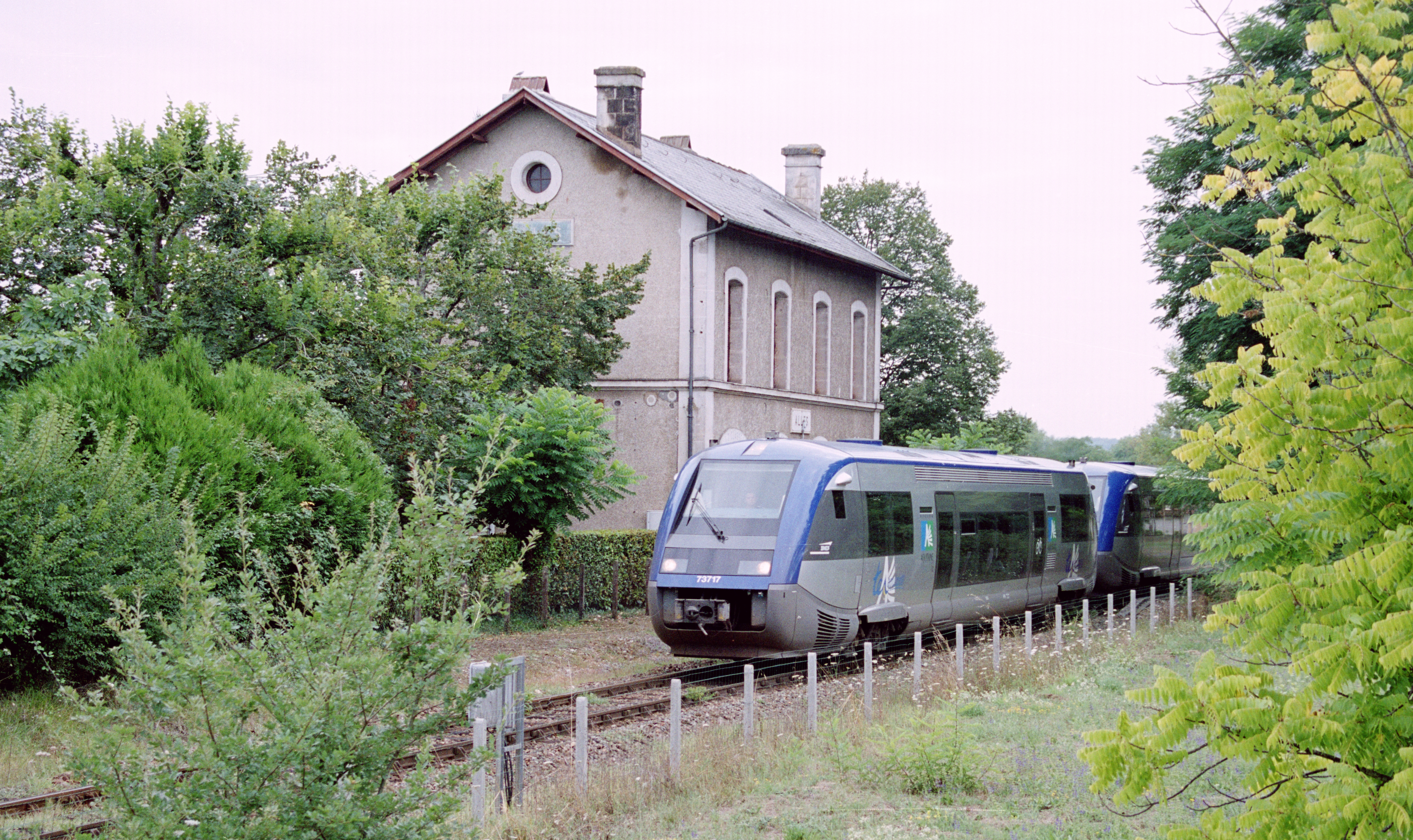
Un autorail Libourne-Sarlat est vu à l'arrêt en gare d'Alles en juillet 2005. Cette gare a été fermée aux voyageurs en décembre 2006.

### Enseignement
En 2024, la commune dispose d'une école élémentaire publique où sont accueillis les enfants de CE1 et CE2.
Alles-sur-Dordogne est organisée en regroupement pédagogique intercommunal (RPI) avec trois autres communes : Limeuil pour les petite et moyenne sections de maternelle, Paunat pour la grande section de maternelle
et le cours préparatoire, et Saint-Chamassy pour les CM1 et CM2.

### Justice
En 2024, dans le domaine judiciaire, Alles-sur-Dordogne relève : 
- du tribunal judiciaire, du tribunal pour enfants, du conseil de prud'hommes et du tribunal de commerce de Bergerac ;
- du pôle Nationalité du tribunal judiciaire de Périgueux (compétent uniquement dans le domaine de la nationalité) ;
- de la cour d'appel, du tribunal administratif et de la cour administrative d'appel de Bordeaux.

## Population et société

### Démographie
Les habitants d'Alles-sur-Dordogne se nomment les Allois.
L'évolution du nombre d'habitants est connue à travers les recensements de la population effectués dans la commune depuis 1793. Pour les communes de moins de 10 000 habitants, une enquête de recensement portant sur toute la population est réalisée tous les cinq ans, les populations de référence des années intermédiaires étant quant à elles estimées par interpolation ou extrapolation. Pour la commune, le premier recensement exhaustif entrant dans le cadre du nouveau dispositif a été réalisé en 2007.

En 2022, la commune comptait 384 habitants, en évolution de +0,52 % par rapport à 2016 (Dordogne : +0,37 %, France hors Mayotte : +2,11 %).
| 1793 | 1800 | 1806 | 1821 | 1831 | 1836 | 1841 | 1846 | 1851 |
| ---- | ---- | ---- | ---- | ---- | ---- | ---- | ---- | ---- |
| 530  | 540  | 496  | 530  | 526  | 589  | 605  | 695  | 716  |

| 1856 | 1861 | 1866 | 1872 | 1876 | 1881 | 1886 | 1891 | 1896 |
| ---- | ---- | ---- | ---- | ---- | ---- | ---- | ---- | ---- |
| 757  | 708  | 742  | 649  | 741  | 626  | 618  | 634  | 506  |

| 1901 | 1906 | 1911 | 1921 | 1926 | 1931 | 1936 | 1946 | 1954 |
| ---- | ---- | ---- | ---- | ---- | ---- | ---- | ---- | ---- |
| 527  | 505  | 529  | 507  | 474  | 422  | 409  | 403  | 382  |

| 1962 | 1968 | 1975 | 1982 | 1990 | 1999 | 2006 | 2007 | 2012 |
| ---- | ---- | ---- | ---- | ---- | ---- | ---- | ---- | ---- |
| 365  | 307  | 293  | 305  | 302  | 321  | 333  | 335  | 362  |

| 2017 | 2022 | - | - | - | - | - | - | - |
| ---- | ---- | - | - | - | - | - | - | - |
| 385  | 384  | - | - | - | - | - | - | - |

## Économie

### Emploi
En 2021, parmi la population communale comprise entre 15 et 64 ans, les actifs représentent 156 personnes, soit 40,0 % de la population municipale. Le nombre de chômeurs (12) a diminué de moitié par rapport à 2015 (24) et le taux de chômage de cette population active s'établit à 14,1 %.
En 2021, parmi la population communale comprise entre 15 et 64 ans, les actifs représentent 154 personnes, soit 40,6 % de la population municipale. Le nombre de chômeurs (24) a augmenté par rapport à 2010 (19) et le taux de chômage de cette population active s'établit à 7,8 %.

### Activités hors agriculture
32 établissements marchands non agricoles sont économiquement actifs en 2021 à Alles-sur-Dordogne,.
| Secteur d'activité                                                                                        | Commune | Commune | Département |
| Secteur d'activité                                                                                        | Nombre  | %       | %           |
| --- | ------- | ------- | ----------- |
| Ensemble                                                                                                  | 32      |         |             |
| Industrie manufacturière, industries extractives et autres                                                | 0       | 0,0 %   | (8,4 %)     |
| Construction                                                                                              | 6       | 18,8 %  | (13,4 %)    |
| Commerce de gros et de détail, transports, hébergement et restauration                                    | 9       | 28,1 %  | (28,2 %)    |
| Information et communication                                                                              | 0       | 0,0 %   | (1,8 %)     |
| Activités financières et d'assurance                                                                      | 1       | 3,1 %   | (3,6 %)     |
| Activités immobilières                                                                                    | 1       | 3,1 %   | (6,7 %)     |
| Activités spécialisées, scientifiques et techniques et activités de services administratifs et de soutien | 9       | 28,1 %  | (15,0 %)    |
| Administration publique, enseignement, santé humaine et action sociale                                    | 2       | 6,3 %   | (12,8 %)    |
| Autres activités de services                                                                              | 4       | 12,5 %  | (10,1 %)    |

Deux secteurs sont prépondérants sur la commune avec 28,1 % du nombre total d'établissements de la commune : celui du commerce de gros et de détail, des transports, de l'hébergement et de la restauration et celui des activités spécialisées, scientifiques et techniques et des activités de services administratifs et de soutien puisqu'ils représentent chacun 28,1 % du nombre total d'établissements de la commune, contre respectivement 28,2 % et 15 % au niveau du département.

### Agriculture
La commune est dans le « Périgord Noir », une petite région agricole dans le département de la Dordogne. En 2020, l'orientation technico-économique de l'agriculture  sur la commune est la polyculture et/ou le polyélevage. 
|               | 1988 | 2000 | 2010 | 2020 |
| ------------- | ---- | ---- | ---- | ---- |
| Exploitations | 27   | 22   | 25   | 14   |
| SAU (ha)      | 521  | 464  | 562  | 518  |

Le nombre d'exploitations agricoles en activité et ayant leur siège dans la commune est passé de 27 lors du recensement agricole de 1988  à 22 en 2000 puis à 25 en 2010 et enfin à 14 en 2020, soit une baisse de 48 % en 32 ans. Le même mouvement est observé à l'échelle du département qui a perdu pendant cette période 60 % de ses exploitations (passant de 15 825 à 6 328),. La surface agricole utilisée sur la commune a également diminué, passant de 521 ha en 1988 à 518 ha en 2020. Parallèlement la surface agricole utilisée moyenne par exploitation a augmenté, passant de 19 à 37 ha.

## Culture locale et patrimoine

### Lieux et monuments
- Grotte remarquable.
- Église Saint-Étienne[85],[86], bâtie par les moines de l'abbaye de Cadouin, probablement au XIIe siècle et fortifiée ultérieurement[R 2]. Elle recèle quatre reliquaires créés vers 1840 qui ont été inscrits en 1974 au titre des monuments historiques[87]. Une douzaine de vitraux de l'église sont l'œuvre d'Henri Feur, certains portant la date de 1883.

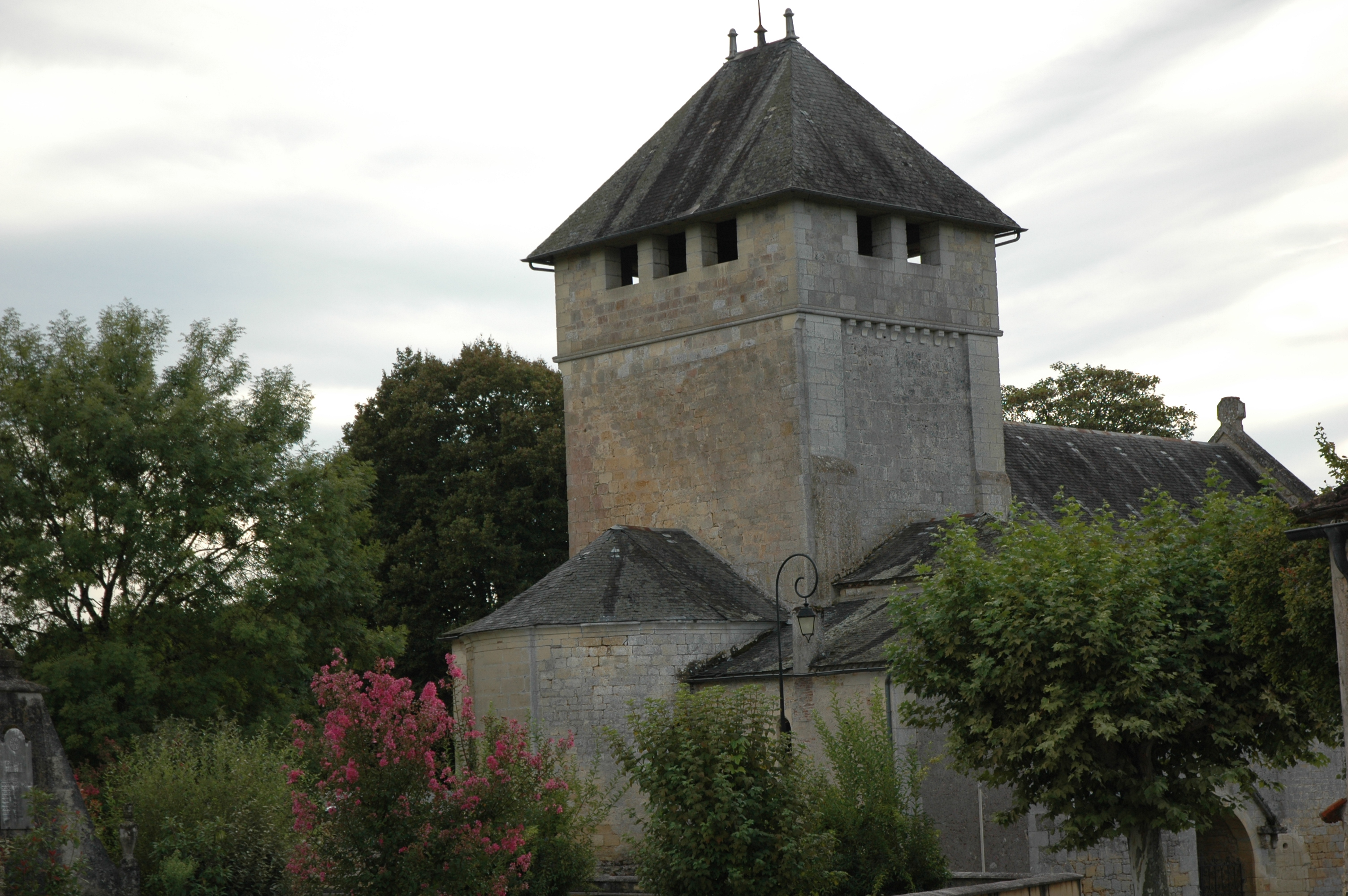
Le clocher fortifié de l'église Saint-Étienne.
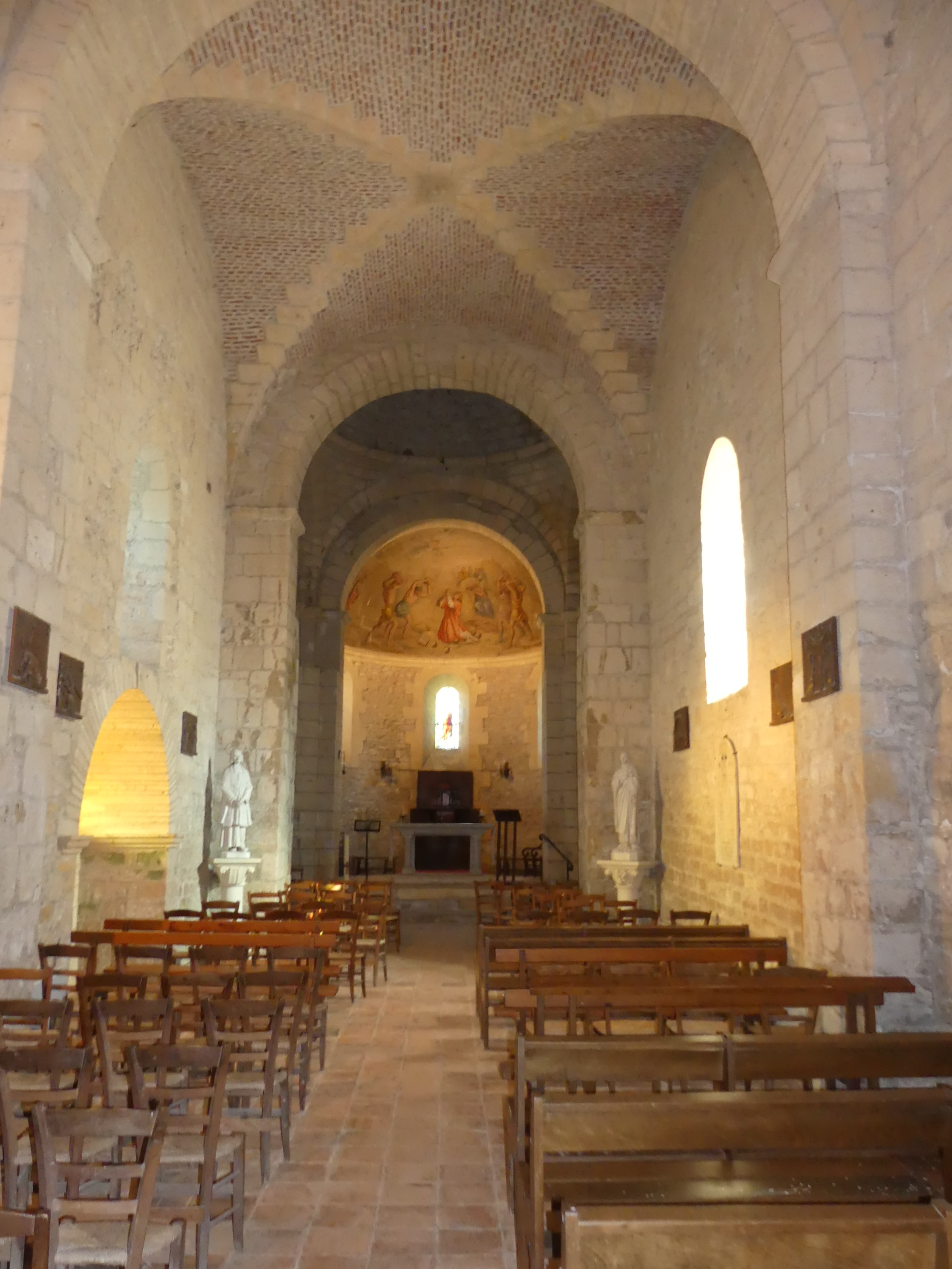
La nef.
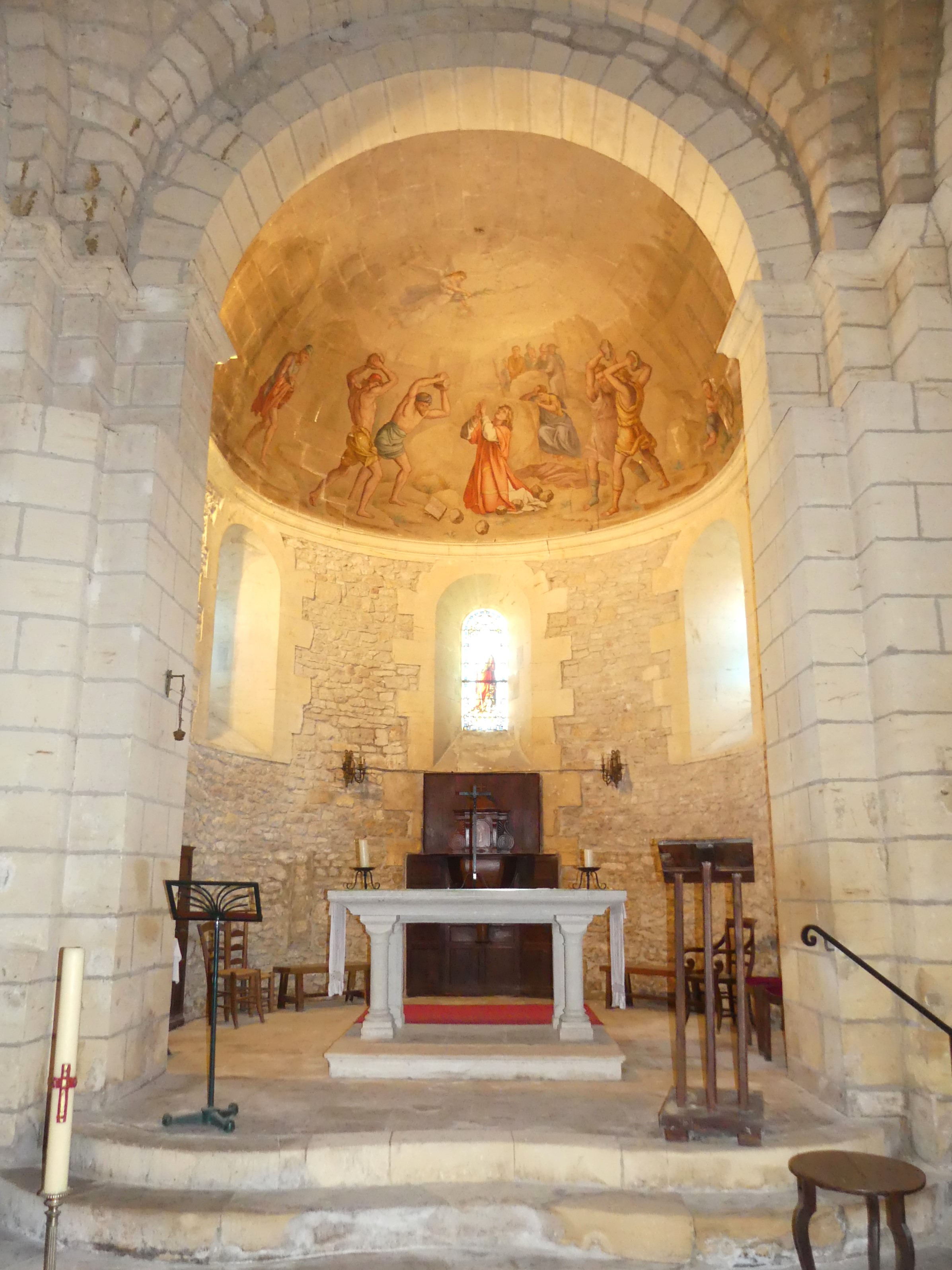
Le chœur.
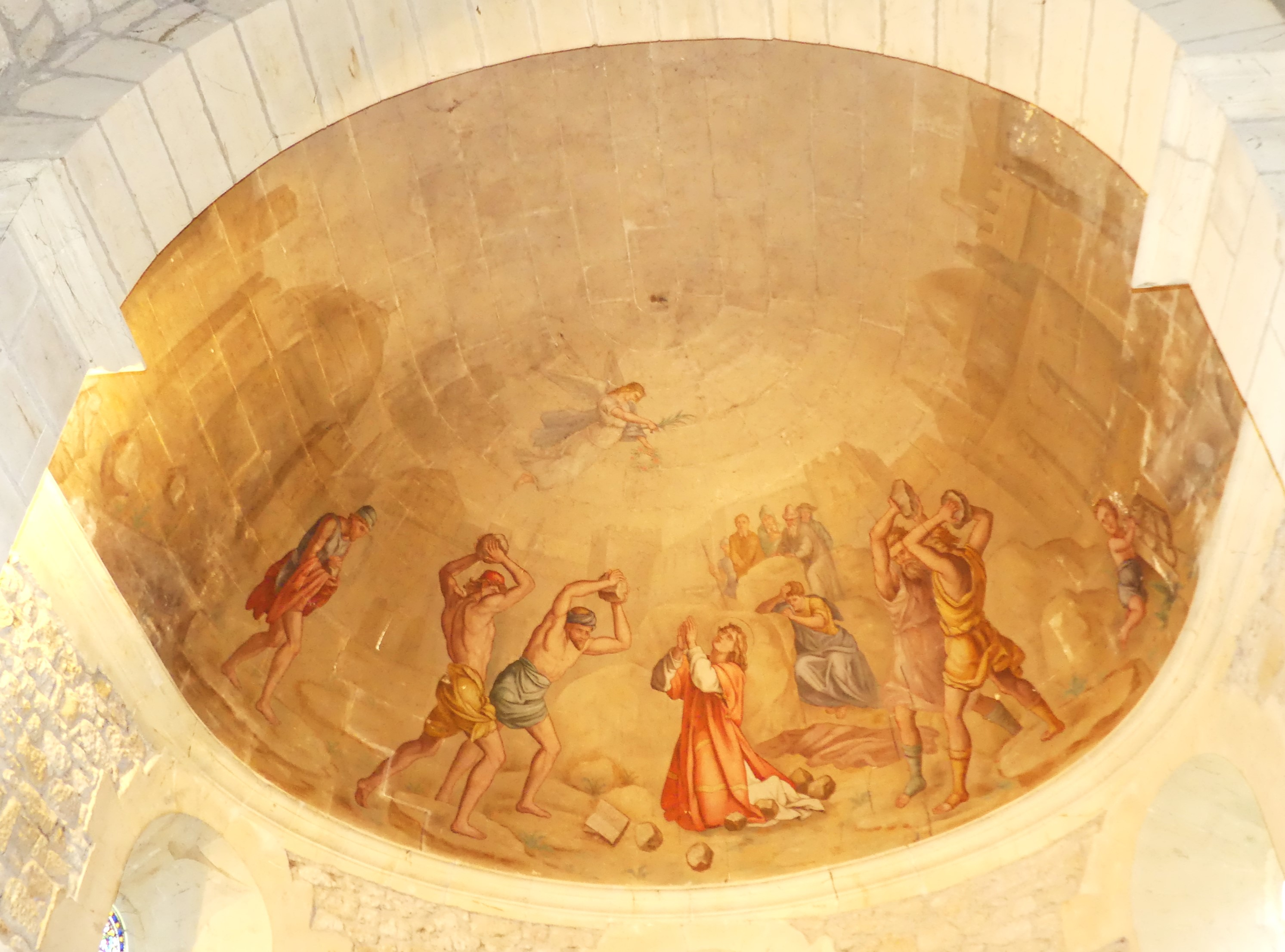
Le plafond peint du chœur, représentant la lapidation de saint Étienne.
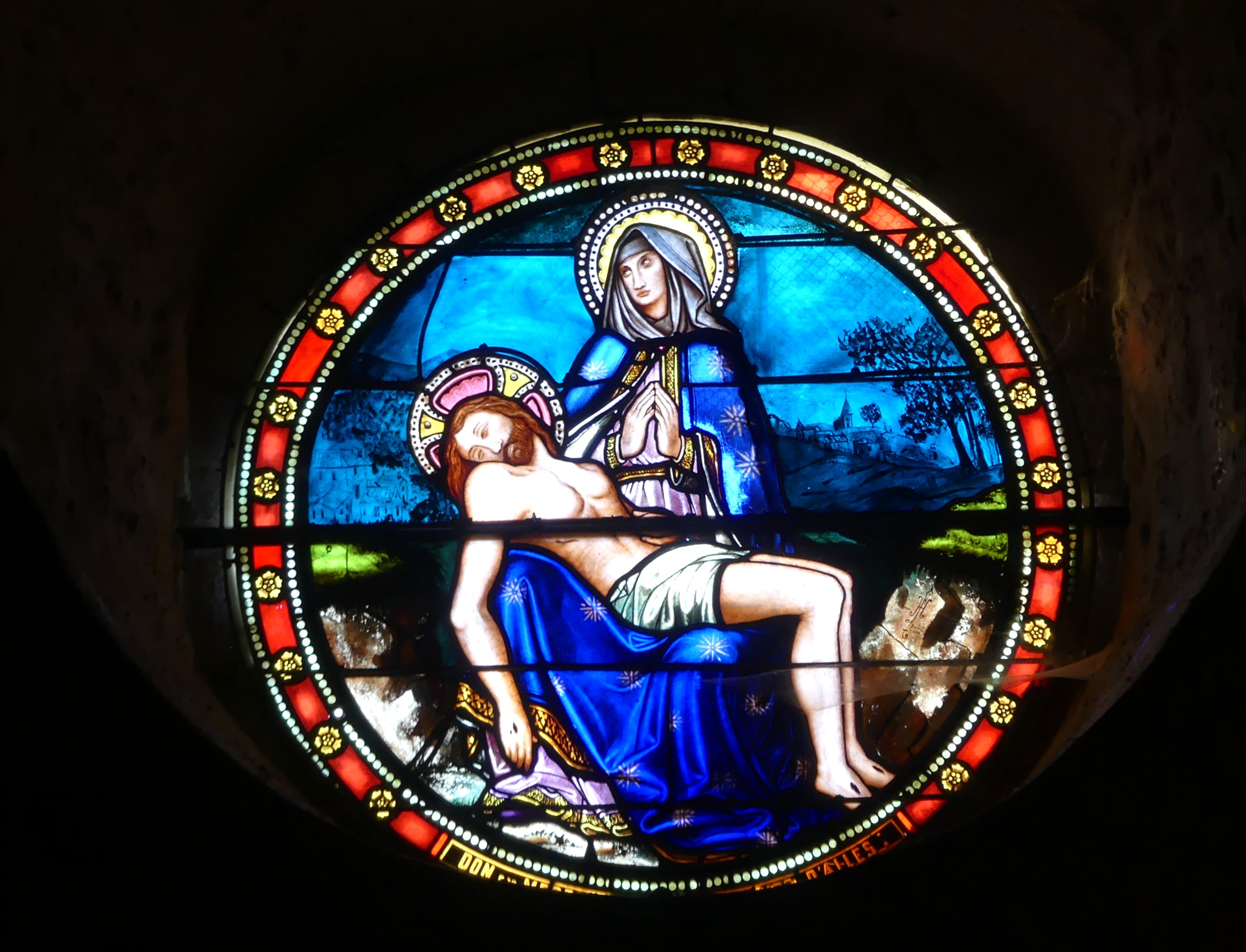
La rosace, œuvre d'Henri Feur.
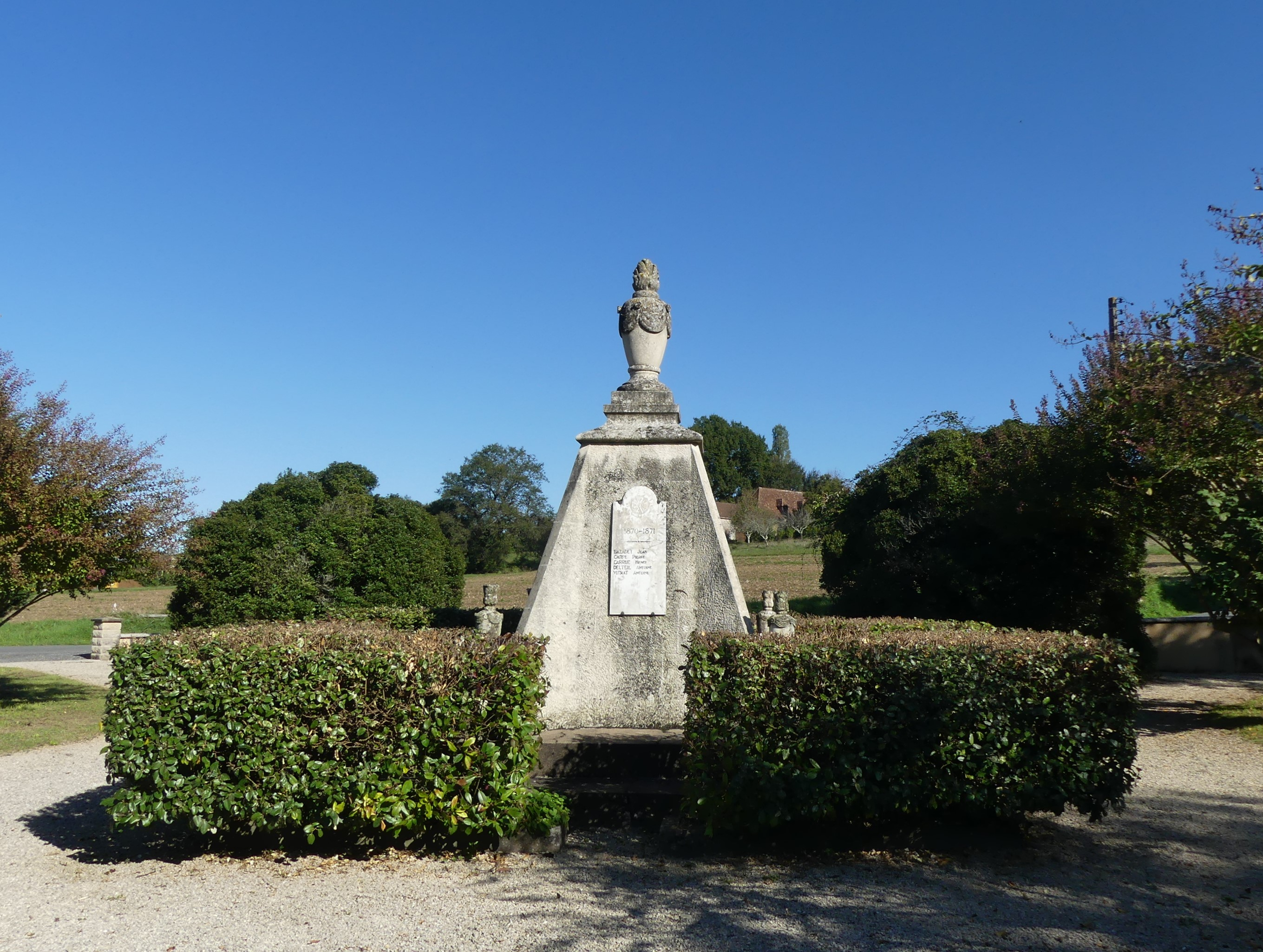
Le monument aux morts.

### Personnalités liées à la commune
- Louis Delluc (1894-1974), écrivain en français et en occitan, est né dans la commune. La place du village porte son nom depuis le 10 janvier 2009[réf. nécessaire].
- Jacques Teulet, né le 20 février 1949 à Alles-sur-Dordogne, est un artiste peintre, graphiste et lithographe figuratif français.

### Héraldique
Pour un article plus général, voir Armorial des communes de la Dordogne.
| Blason de Alles-sur-Dordogne | Blason  | De sinople à la fasce ondée d'argent accompagnée de trois vols d'or. |
| Blason de Alles-sur-Dordogne | Détails | Le statut officiel du blason reste à déterminer.                     |

## Pour approfondir